# Stars (single de Mika Nakashima)
Pour les articles homonymes, voir Star.
Singles de Mika Nakashima
Crescent Moon
(2002)
Stars est le 1ersingle de Mika Nakashima sorti sous le label Sony Music Associated Records le 7 novembre 2001 au Japon. Il atteint la 3e place du classement de l'Oricon pour un total de 469 180 exemplaires vendus. C'est le single le plus vendu de Mika Nakashima à ce jour.
Stars a été utilisé comme thème musical pour le drama Kizudarake no Love Song, qui marque le début de la carrière d'actrice de Mika Nakashima. Cette chanson est présente sur la compilation Best et sur le mini album Resistance ainsi que sur l'album True où se trouve également la chanson Tears (Konayuki ga Mau You ni...).

## Liste des titres
| 1. | Stars                                                                  | Yasushi Akimoto                 | Daisuke Kawaguchi | 6:08 |
| 2. | Tears (Konayuki ga Mau You ni...) (粉雪が舞うように...)                | Yasushi Akimoto, Mika Nakashima | Koji Hayashi      | 6:47 |
| 3. | Stars (Instrumental)                                                   | Yasushi Akimoto                 | Daisuke Kawaguchi | 6:08 |
| 4. | Tears (Konayuki ga Mau You ni...) (Instrumental) (粉雪が舞うように...) | Yasushi Akimoto, Mika Nakashima | Koji Hayashi      | 6:52 |

Vinyl
| 1. | Stars                                                   | Yasushi Akimoto                 | Daisuke Kawaguchi | 6:08 |
| 2. | Tears (Konayuki ga Mau You ni...) (粉雪が舞うように...) | Yasushi Akimoto, Mika Nakashima | Koji Hayashi      | 6:47 |

| 1. | Stars (Makoto Remix) | Yasushi Akimoto | Daisuke Kawaguchi, Makoto |  |